# Olevsk
Olevsk (em ucraniano:  Оле́вськ, em polonês/polaco:  Olewsk, em iídiche:  אלעווסק) é uma cidade da Ucrânia, situada no Oblast de Jitomir. Tem 10,245 km² de área e sua população em 2020 foi estimada em 10.305 habitantes.